# Tour de France für Automobile 1982
Die Tour de France für Automobile 1982 wurde als Etappenrennen für Automobile vom 17. bis 22. September in Frankreich ausgetragen.
87 Teilnehmer nahmen die Tour Auto in diesem Jahr im Startort Paris in Angriff. 38 von ihnen erreichen nach fünf Tagen das Ziel in Nizza. Renault engagierte sich mit drei Werks-Renault 5 Turbo, die von Jean-Luc Thérier, Bruno Saby und François Chatriot gefahren wurden. Der vierfache Toursieger Bernard Darniche bestritt das Rennen auf einem BMW M1. Mitfavoriten waren auch der Porsche-Pilot Bernard Béguin und Jean-Claude Andruet, der mit einem Ferrari 308 am Rennen teilnahm. Nachdem der lange führende Darniche das Rennen nicht beenden konnte, siegte Andruet in der Gesamtwertung und wiederholte damit seinen Vorjahressieg.

## Die ersten sechs der Gesamtwertung
| Pl. | Fahrer              | Copilot                | Fahrzeug        |
| --- | ------------------- | ---------------------- | --------------- |
| 1   | Jean-Claude Andruet | Michèle Espinosi-Petit | Ferrari 308 GTB |
| 2   | Jean-Luc Thérier    | Michel Vial            | Renault 5 Turbo |
| 3   | Jean-Louis Clarr    | Arnaldo Bernacchini    | Lancia 037      |
| 4   | François Chatriot   | Annick Pauvergne       | Renault 5 Turbo |
| 5   | Philippe Touren     | Jean-Luc Alric         | Renault 5 Turbo |
| 6   | Paul Ruby           | Alain Giron            | Renault 5 Turbo |

## Klassensieger
| Klasse   | Fahrer              | Copilot                | Fahrzeug                | Platzierung im Gesamtklassement |
| -------- | ------------------- | ---------------------- | ----------------------- | ------------------------------- |
| Gruppe B | Jean-Louis Clarr    | Arnoldo Bernacchini    | Lancia 037              | Rang 3                          |
| Gruppe A | Francois Rousseau   | Robert Wrege           | Opel Kadett GTE         | Rang 9                          |
| Gruppe N | Yves Loubet         | René Alemany           | Alfa Romeo Alfetta GTV6 | Rang 11                         |
| Gruppe 4 | Jean-Claude Andruet | Michèle Espinosi-Petit | Ferrari 308 GTB         | Gesamtsieg                      |
| Gruppe 2 | Jean-Claude Sola    | Chantal Carel          | Renault 5 Alpine        | Rang 7                          |